# Nanos (rodzaj)
Nanos – rodzaj chrząszczy z rodziny poświętnikowatych i podrodziny Scarabaeinae. Obejmuje 42 opisane gatunki. Wszystkie są endemitami Madagaskaru.

## Morfologia
Chrząszcze o mniej lub bardziej wydłużonym, owalnym w zarysie ciele długości od 2,5 do 11,5 mm. Ubarwienie ciała i odnóży mają rudobrązowe do czarnego, najczęściej z metalicznym połyskiem w odcieniu zielonym, oliwkowym, spiżowym, fioletowym lub niebieskim po stronie grzbietowej; zwykle na pokrywach obecne są dwie pary rozmytych czerwonych kropek, pierwsza pod barkami na pseudoepipleurach, a druga przed wierzchołkiem; niekiedy przedplecze różni się barwą od pokryw. Ubarwienie aparatu gębowego jest rude, a czułków rude z żółtawymi buławkami. Wierzch ciała bywa silnie wysklepiony. Dymorfizm płciowy jest słabo zaznaczony, obecny w budowie odnóży, rzadko też w mikrorzeźbie pokryw.
Głowa ma słabo zaznaczony szew nadustkowo-policzkowy, nadustek o równomiernie zakrzywionych brzegach bocznych, wklęśniętym środku oraz zaopatrzonym w dwa blisko siebie położone zęby brzegu przednim. Brak jest na głowie uzbrojenia w postaci rogów czy listew.
Mniej lub bardziej głęboko, równorozmiarowo punktowana powierzchnia przedplecza ma dwa niewyraźnie zaznaczone wciski boczne przy kątach tylnych. Boczne brzegi przedplecza są wąsko obrzeżone, przy kątach tylnych rozpłaszczone, brzeg tylny zaś niewykrojony. Pokrywy mają siedem rzędów na dysku, międzyrząd ósmy przynajmniej w nasadowej części (u większych gatunków także dalej) wyniesiony w żeberko odgraniczające duże, opadające ku dołowi pseudoepipleury. U niektórych gatunków siateczkowata mikrorzeźba międzyrzędów jest silniej wyrażona u samic niż u samców. Odnóża przedniej pary golenie o zewnętrznej krawędzi w wierzchołkowej ⅓ zaopatrzonej w trzy zęby, wierzchołku prosto ściętym, a wewnętrznej krawędzi u samców zwykle gwałtownie u szczytu nabrzmiałej i najczęściej tworzącej hakowaty wyrostek z blaszką na tylnym brzegu. Pozostałe pary odnóży mają golenie ku szczytowi stopniowo powiększone i na wierzchołku gęsto porośnięte żółtawymi szczecinkami. Tylna para goleni u samic jest prawie prosta do lekko zakrzywionej u samców w odsiebnej połowie wyraźniej, niekiedy bardzo silnie zakrzywiona.
Genitalia samców większości gatunków cechują się stosunkowo krótką, na szczycie zakrzywioną dowewnętrznie lub dobrzusznie, pozbawioną dodatkowych modyfikacji paramerą prawą oraz długą, u szczytu rozrośniętą i grzbietobrzusznie spłaszczoną paramerą lewą, ale istnieją też gatunki o paramerach symetrycznych i słabo zmodyfikowanych.

## Ekologia i występowanie
Rodzaj endemiczny dla Madagaskaru, szeroko rozmieszczony na wyspie, lokalnie osiągający duże liczebności i dominację wśród fauny Scarabaeinae. Spotykany jest od poziomu morza do rzędnych 1900 m n.p.m. Biologia i ekologia zbadane zostały tylko u kilku gatunków. Prowadzą one nocny tryb życia. Jak na przedstawicieli podrodziny są pokarmowymi generalistami. Preferują żerowanie na padlinie (nekrofagia), ale w skład ich diety wchodzą też odchody ssaków, w tym różnych lemurowatych.
Na świat przychodzi jedno pokolenie w ciągu roku. Rozmnażanie ma miejsce w czasie pory deszczowej, w styczniu i lutym. Kopulacja nie jest poprzedzona zalotami, natomiast samiec pilnuje samicy przez około 10 godzin po niej (dozorowanie postkopulacyjne). Pojedynczy osobnik nie ogranicza się w sezonie do stosunków z jednym partnerem. Zapłodniona samica sama buduje podziemne gniazdo i zaopatruje je w materiał lęgowy, tocząc doń fragment padliny lub uformowaną z padliny bądź odchodów kulę. Jednorazowo składa tylko jedno lub dwa jaja. Stadium larwalne i poczwarkowe trwa krótko. Osobnik dorosły po opuszczeniu poczwarki pozostaje pod ziemią przez około pół roku. Schronienie opuszcza we wrześniu lub listopadzie i wówczas przystępuje do żerowania. Kondycję rozrodczą samice osiągają zwykle na przełomie grudnia i stycznia.

## Taksonomia
Takson ten wprowadzony został w 1842 roku przez Johna O. Westwooda. Gatunkiem typowym wyznaczony został Circellium pygmaeum. W 1947 roku Grigorij Olsufiew wprowadził rodzaj Sphaerocanthon, który to w 2007 roku Olivier Montreuil i Heidi Viljanen zsynonimizowali z Nanos.
Rodzaj ten tworzy wraz z Apotolamprus i Cambefortantus endemiczną dla Madagaskaru grupę rodzajów Nanos. W obrębie omawianego rodzaju na podstawie kryteriów morfologicznych wyróżnia się siedem grup gatunków. Wyniki molekularnej analizy filogenetycznej Oliviera Montreuila, Heidi Viljanen i Andreię Miraldo w 2014 roku wskazują na brak monofiletyzmu wielu z tych grup, jak i całego rodzaju Nanus – część gatunków tworzy klad bazalny względem kladu obejmującego Apotolamprus i pozostałe gatunki Nanus. Ta ostatnia sytuacja wynika z błędnego umieszczania w omawianym rodzaju różnych drobnych Deltochilini Madagaskaru. Mimo otrzymanych wyników autorzy nie zdecydowali się na rewizję systematyki grupy rodzajów Nanos.
Do rodzaju tego zalicza się 42 opisane gatunki:

- Nanos agaboides (Boucomont, 1937)
- Nanos andreiae Montreuil et Viljanen, 2014
- Nanos ankaranae (Paulian, 1976)
- Nanos antsalovaensis Montreuil et Viljanen, 2011
- Nanos antsihanakensis (Lebis, 1953)
- Nanos ater (Castelnau, 1840)
- Nanos bemarahaensis Montreuil et Viljanen, 2014
- Nanos bicoloratus Lebis, 1953
- Nanos bimaculatus (Künckel D’Herculais, 1887)
- Nanos binotatus (Lebis, 1953)
- Nanos clypeatus (Castelnau, 1840)
- Nanos constricticollis Montreuil et Viljanen, 2014
- Nanos dubitatus (Lebis, 1953)
- Nanos fusconitens (Fairmaire, 1899)
- Nanos hanskii Montreuil et Viljanen, 2007
- Nanos humbloti (Lebis, 1953)
- Nanos humeralis Paulian, 1975
- Nanos incertus (Paulian, 1976)
- Nanos magnus Montreuil et Viljanen, 2014
- Nanos manomboensis Montreuil et Viljanen, 2007
- Nanos manongorivoensis Montreuil et Viljanen, 2014
- Nanos marojejyensis Montreuil et Viljanen, 2014
- Nanos minutus (Castelnau, 1840)
- Nanos mirjae Montreuil et Viljanen, 2014
- Nanos mixtus Montreuil et Viljanen, 2014
- Nanos nitens (Lebis, 1953)
- Nanos occidentalis (Paulian, 1976)
- Nanos peyrierasi (Paulian, 1976)
- Nanos pseudofusconitens Montreuil et Viljanen, 2014
- Nanos pseudominutus Montreuil et Viljanen, 2014
- Nanos pseudorubromaculatus Montreuil et Viljanen, 2014
- Nanos pseudoviettei Montreuil et Viljanen, 2014
- Nanos punctatus (Boucomont, 1937)
- Nanos pygmaeus (Castelnau, 1840)
- Nanos ranomafanaensis Montreuil et Viljanen, 2014
- Nanos rubromaculatus (Künckel D’Herculais, 1887)
- Nanos rubrosignatus (Lebis, 1953)
- Nanos semicribrosus (Fairmaire, 1898)
- Nanos sinuatipes (Boucomont, 1937)
- Nanos vadoni (Lebis, 1953)
- Nanos viettei (Paulian, 1976)
- Nanos viridissimus Montreuil et Viljanen, 2011